# Georg Dürrschmidt
Georg Dürrschmidt (* 16. Dezember 1958 in Rheinland-Pfalz) ist ein deutscher Kommunalpolitiker der CDU. 
Der in Gimmeldingen aufgewachsene gelernte Kaufmann lebt seit 1990 im Landkreis Oberspreewald-Lausitz. Er ist Inhaber eines kleinen Familienunternehmens, verheiratet und hat drei Kinder. Im März 2006 wurde er vom Kreistag zum Landrat des Landkreises Oberspreewald-Lausitz gewählt. Sein Vorgänger Holger Bartsch (SPD) hatte wegen Erreichen der Altersgrenze nicht mehr kandidiert.
Am 22. Januar 2007 erfolgte auf Antrag der Staatsanwaltschaft Cottbus eine Hausdurchsuchung bei Dürrschmidt mit dem Vorwurf, er habe zwischen Herbst 2004 und Januar 2007 in fünf Fällen kinderpornographisches Material, insgesamt rund 50 Bilder und Videos, aus dem Internet auf einen Rechner der in seinem Privathaus ansässigen Minifirma seiner Frau heruntergeladen. Dürrschmidt bestreitet dies, er sei zu den fraglichen Zeitpunkten nachweislich nicht vor Ort gewesen und der Rechner auch anderen zugänglich. Das Gericht verhängte am 31. Juli 2008 einen Strafbefehl, gegen den Dürrschmidt Einspruch erhob. Am 11. Dezember 2008 verfügte das brandenburgische Innenministerium gemäß Disziplinarrecht eine vorläufige  Suspendierung vom Dienst bis zur Klärung der Vorwürfe. Mitte Februar 2009 begann die öffentliche Hauptverhandlung vor dem Amtsgericht Senftenberg, das Dürrschmidt am 18. Mai 2009 zu einer Geldstrafe von 16.800 Euro verurteilte.
Am 9. Juli 2009 wurde er durch den Kreistag als Landrat abgewählt.  
Dürrschmidt war außerdem Verwaltungsratsvorsitzender der Sparkasse Niederlausitz.